# Germade
Germade (galicisk: Xermade) er en by og kommune i det nordvestlige Spanien i provinsen Lugo. Den har et indbyggertal på 1.698 (2024) indbyggere.